# Крістіан Штайб
Крістіан Штайб (норв. Christian Staib, 10 лютого 1892 — 16 травня 1956) — норвезький яхтсмен.
Олімпійський чемпіон 1912 року в класі 12 метрів.